# CKV OVVO
Christelijke korfbal vereniging O.V.V.O. is een Nederlandse korfbalvereniging uit Maarssen. De clubnaam staat voor: Op Volharding Volgt Overwinning. De club heeft zo'n 350 leden en bezit een eigen sporthal en 4 kunstgrasvelden. Het clubtenue bestaat uit een blauw shirt met witte bies en randen, en een wit sportbroekje of sportrokje. Korfbal kent een veldcompetitie (september t/m oktober en mei t/m juni) en een zaalcompetitie (november t/m april). Na, in de zaalcompetitie, een aantal seizoenen uit te zijn gekomen op het hoogste niveau van Nederland (Korfbal League), speelt het vlaggenschip van de vereniging momenteel al weer enkele seizoenen op het 3e niveau in de zaalcompetitie (Overgangsklasse), en in de veldcompetitie in de vernieuwde Hoofdklasse. De selectieteams (OVVO senioren 1 en 2) worden sinds het seizoen 2022-2023 gesponsord door De Heus Transport en Logistiek. OVVO neemt dit seizoen (2023-2024), net als vorig seizoen, met de volgende teams deel aan de beide competities: 5 seniorenteams, 2 midweek seniorenteams, 4 A-juniorenteams, 3 B-aspirantenteams, 3 C-aspirantenteams, 2 D-pupillenteams, 2 E-pupillenteams en 1 F-pupillenteam. Het C1-team speelt op het hoogste niveau (Hoofdklasse) in de zaalcompetitie, het B1-team speelt dit seizoen in beide competities weer Hoofdklasse. Het A1-team speelt voor het tweede achtereenvolgende seizoen in de zaalcompetitie op het tweede niveau (Overgangsklasse) en in de veldcompetitie in de 1e klasse. 

## Geschiedenis
In 1934 werd de club opgericht door T. van de Vliet in de gemeente Tienhoven en was hiermee de tweede korfbalvereniging in de gemeente. De andere korfbalvereniging was THOR, maar dit was een zondagclub. Aangezien OVVO christelijk was, speelde het op zaterdag. Vanwege het christelijke karakter van de gemeente, was hier dus veel vraag naar. De club groeide daardoor in ledenaantal. Na de Tweede Wereldoorlog verhuisde de club naar Maarssen. Hierdoor kon de club, met name in de 80-er en 90-er jaren, een forse groei in ledenaantal realiseren.
Het jaar 2000 was een mijlpaal voor de club. De toenmalige gemeente Maarssen had een woonbestemming voor de sportvelden aan de Stationsweg afgegeven, waardoor de club noodgedwongen moest verhuizen naar een geheel nieuwe accommodatie aan de Daalseweide in Maarssen. Hierdoor was het mogelijk een eigen sporthal en bijbehorende kantine te kunnen bouwen. Ook was 2004 een belangrijk jaar: toen werd afscheid genomen van spelen op gras, en werden er twee nieuwe kunstgrasvelden gerealiseerd.
In 2007-2008 werd de clubnaam officieel veranderd in c.k.v. OVVO/De Kroon, na een naamsverbinteniscontract met sponsor Zonweringsbedrijf De Kroon uit Utrecht Zuilen. Nadat deze sponsoring in 2020 werd beëindigd, heet de club weer 'gewoon' OVVO.

## Zaalkorfbal
OVVO heeft sinds de oprichting van de Korfbal League in 2005, 3 seizoenen op dit hoogste niveau in Nederland gespeeld, namelijk in seizoen 2009-2010, 2013-2014 en 2014-2015. Daarna speelde men enkele jaren op Hoofdklasse-niveau, waarna spelen in de Overgangsklasse (tot nu toe) het hoogst haalbare bleek te zijn. 